# Bouchra Ghezielle
Bouchra Benthami Ghézielle, geboren als Ben Thami (Khemisset, 9 mei 1979), is een Marokkaans-Franse afstandsloopster. Ze liep vooral de 1500 m, maar ook de 800 m en 3000 m. 

## Loopbaan
Ghézielle nam deel aan de Olympische Spelen van 2004 voor Marokko. Ze liep er de 1500 m, maar verscheen niet aan de start. Ze won bronzen medailles op de Afrikaanse kampioenschappen van 1998, de wereldkampioenschappen voor junioren in 1998 en de wereldkampioenschappen van 2005 en werd vierde in de 2005 World Athletics Finale. 
In 2008 werd Ghézielle schuldig bevonden aan doping uit rh-EPO. Het monster werd op 9 februari 2008 afgeleverd in een wedstrijd buiten competitie in Franconville. Ze ontving een schorsing van mei 2008 tot mei 2012. 

## Persoonlijke records
Baan
| Discipline | Prestatie | Datum            | Plaats    |
| ---------- | --------- | ---------------- | --------- |
| 800 m      | 2.00,29   | 15 juli 2005     | Angers    |
| 1500 m     | 4.01,28   | 9 september 2005 | Monaco    |
| 2000 m     | 5.56,27   | 19 juni 1999     | Istanboel |
| 3000 m     | 8.35,41   | 1 juli 2005      | Parijs    |
| 5000 m     | 15.12,17  | 14 juli 2006     | Rome      |

Weg
| Discipline     | Prestatie | Datum        | Plaats          |
| -------------- | --------- | ------------ | --------------- |
| 10 km          | 32.32     | 15 juni 2014 | Casablanca      |
| 15 km          | 50.52     | 1 mei 2014   | Le Puy-en-Velay |
| halve marathon | 1:11.03   | 5 april 2014 | Praag           |

Indoor
| Discipline | Prestatie | Datum            | Plaats    |
| ---------- | --------- | ---------------- | --------- |
| 1500 m     | 4.08,12   | 10 februari 2006 | Eaubonne  |
| 3000 m     | 8.50,63   | 4 februari 2006  | Stuttgart |